# Костел Святої Барбари в Кракові
50°03′41″ пн. ш. 19°56′23″ сх. д. / 50.061333° пн. ш. 19.939848° сх. д.
Костел Святої Барбари (пол. Kościół św. Barbary; нім. St. Barbara Kirche) — готичний римо-католицький костел між площею Святої Марії та площею Малий Ринок у Старому місті Кракова.
Розташований поруч із костелом Діви Марії. З півдня до костелу примикає будівля провінційної курії єзуїтів Південної Польщі, яка домінує над площею Малий Ринок.

## Історія
Зведений у 1338—1402 роках. Ймовірно, спочатку він слугував цвинтарним костелом (площа перед Маріацьким костелом багато століть була парафіяльним цвинтарем). У 1583 році костел був переданий єзуїтам. У той же час тут проповідував Пьотр Скарга. Після розпуску ордену єзуїтів у 1773 р. костел перейшов до Краківської купецької конгрегації, а в 1796 р. — до Божогробців . З 1874 року костел знову у власності єзуїтів.
Будівля єзуїтського монастиря була зведена в 16-17 століттях і, крім монастирської, виконувала й інші функції (за відсутності єзуїтів тут були, між іншим, шпиталь, гімназія та гуртожиток); перебудований у 1908−1909 рр. Юзефом Покутинським .
Під костелем спочиває о. Якуб Вуєк, перший перекладач Біблії на польську мову.

## Архітектура
Це готична цегляна споруда з однонавою та апсидою зі східного боку (від Малої площі). Вона покрита двосхилим дахом з башточкою в стилі бароко, яку приписують Франсіско Плачіді (1763). Фасад костелу розташований з боку пл. Святої Марії; безбаштовий, з контрфорсом на осі, закритий трикутним фронтоном. Йому передує т. зв гефсиманія — цвинтарна каплиця, з'єднана з притвором, скульптурно оздоблена зовні, всередині вівтар з різьбленим зображенням Молитви в Гефсиманії, ймовірно, роботи Віта Ствоша або його майстерні, композицію доповнює поліхромний розпис невідомого. майстер. На зовнішніх стінах церкви вмуровані епітафії, напр, ренесансові Анни та Єжи Піпанів (приблизно з середини XVI ст.).
Інтер'єр костелу барокизовано (1688—1692); оздоблення виготовлено в 1700—1767 роках. Головний вівтар 1760—1764 років містить готичне розп'яття приблизно 1420 року. Всередині на фоні пізньоготичних розписах розміщено суцільнопластичну скульптурну групу із зображенням «Молитва в Гетсиманії», яку відносять до майстерності Віта Ствоша (XV ст.). Ліворуч у каплиці-ніші, знаходиться готична кам'яна скульптура П'єти, виконана в останньому десятилітті XIV ст., ймовірно, робота з кола Майстра Прекрасної Торуньської Мадонни.
У каплиці Матері Божої Скорботної, заснованої Катериною Котліцькою та Каспером Паулі у 1609 р. (спочатку слугувала притвором, а потім до 1731 р. св. Анни) висить образ Матері Божої з Юровиць, який віряни вважають чудотворним, поклонялись йому в Юровичах на Поліссі, а в 1886 році він був подарований єзуїтам у Кракові. У 1913 році над каплицею споруджено псевдоренесансний купол з ліхтарем. У храмі є 16-голосний орган.

## Виноски
1. 1 2  archINFORM — 1994.
2. ↑  Реєстр пам'яток
3. ↑  Deutschsprachige Gemeinde bei den Jesuiten in Kraków [2021] (нім.). Процитовано 9 лютого 2025.
4. ↑  Polska Akademia Umieje̜tności <Krakau> / Komisja Historii Sztuki [Hrsg.]; Polska Akademia Nauk <Warschau> / Oddział <Krakau> / Komisja Teorii i Historii Sztuki [Hrsg.]: Folia Historiae Artium (5.1968) (нім.)

## Галерея

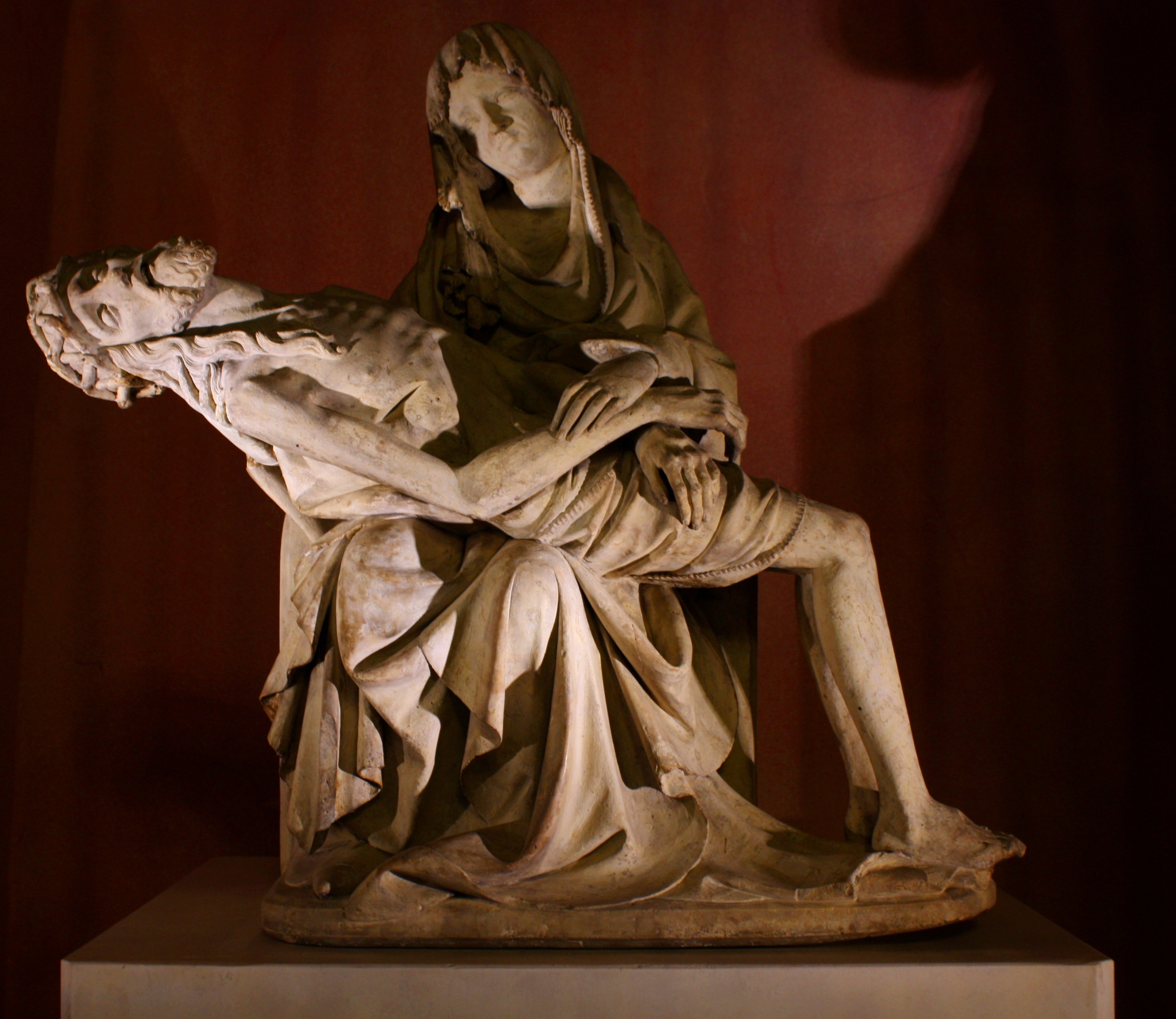
Готична П'єта, близько 1390 р
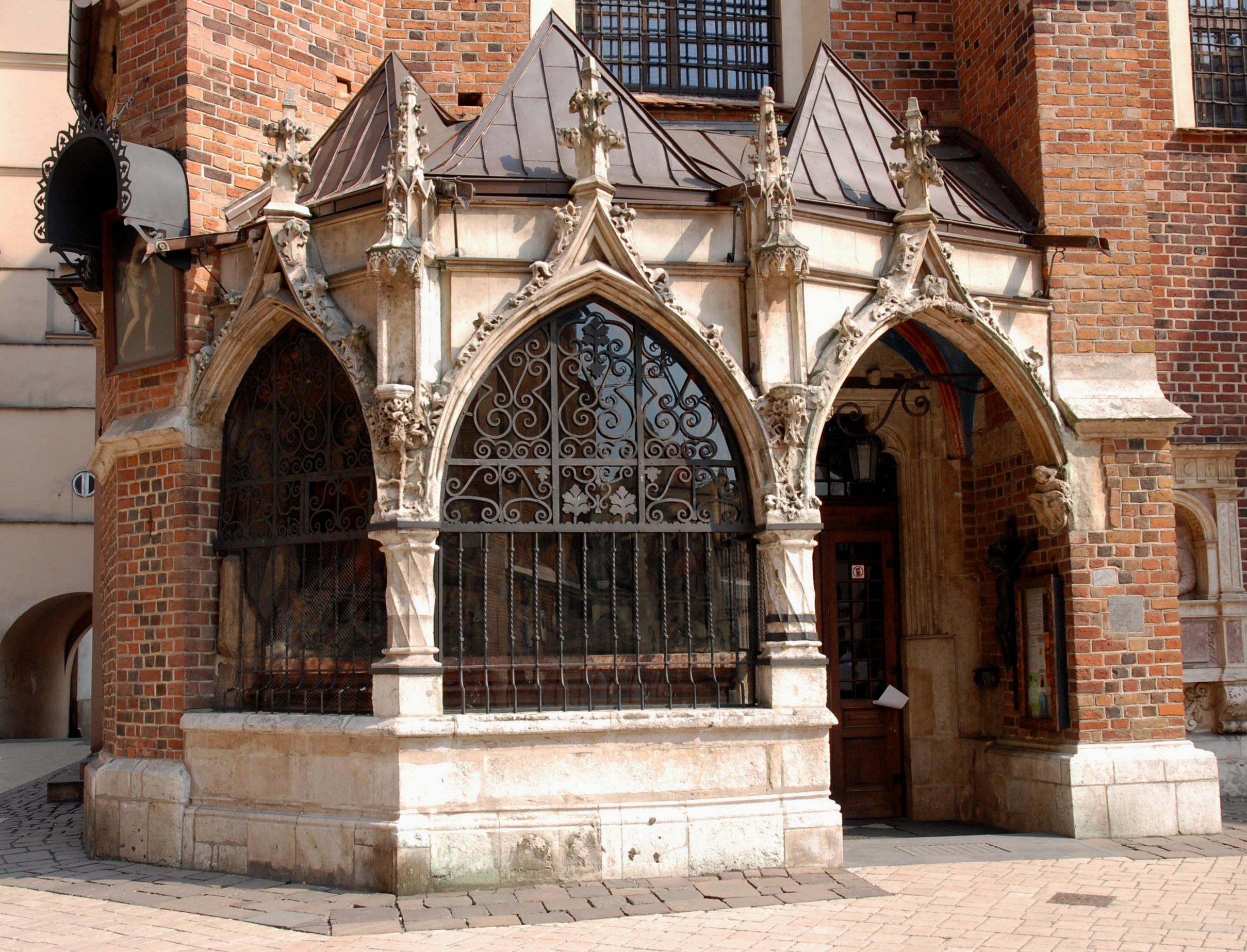
Гефсиманія
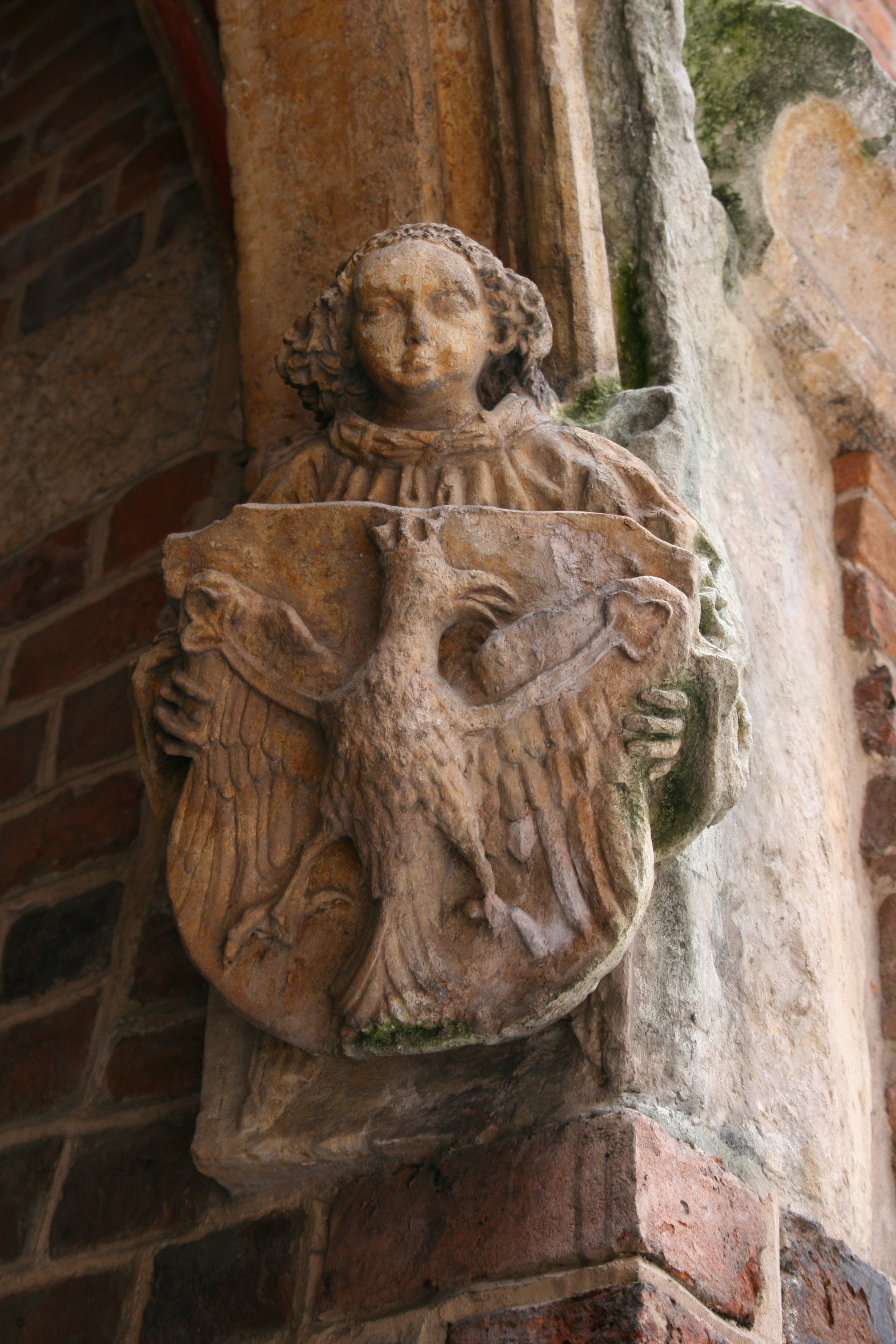
Кронштейн із Гефсиманії
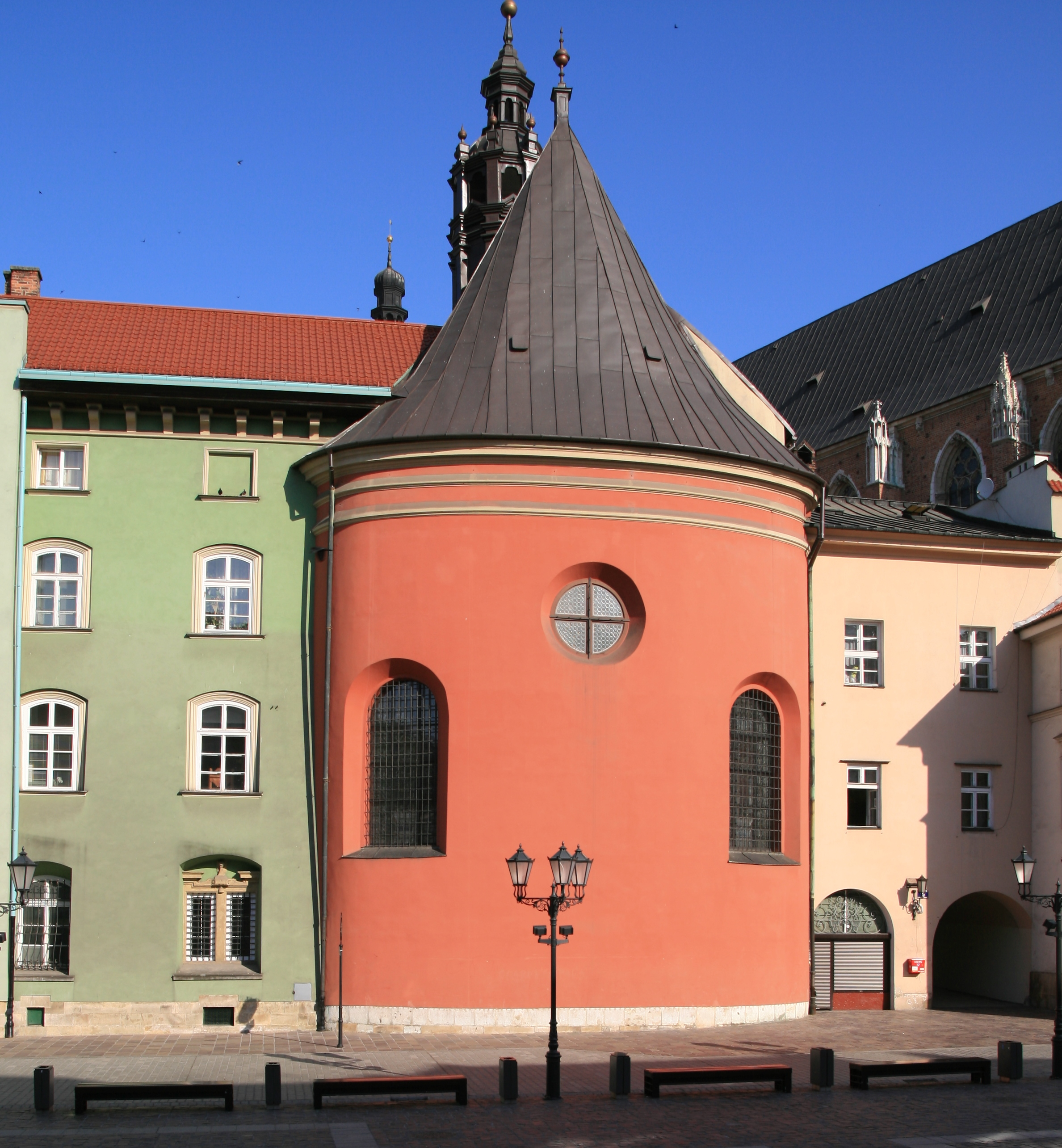
З боку Малого ринку
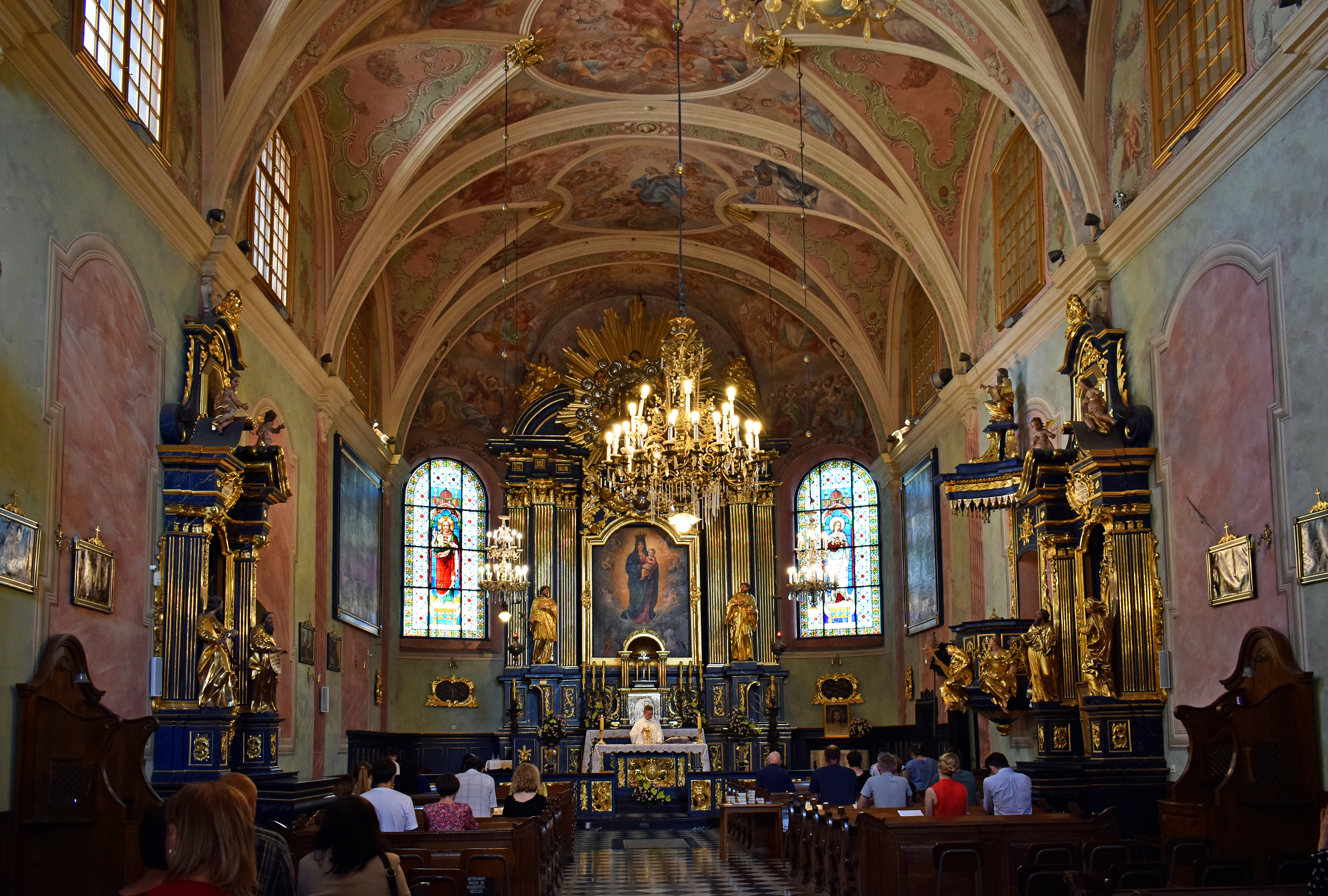
Інтер'єр костелу
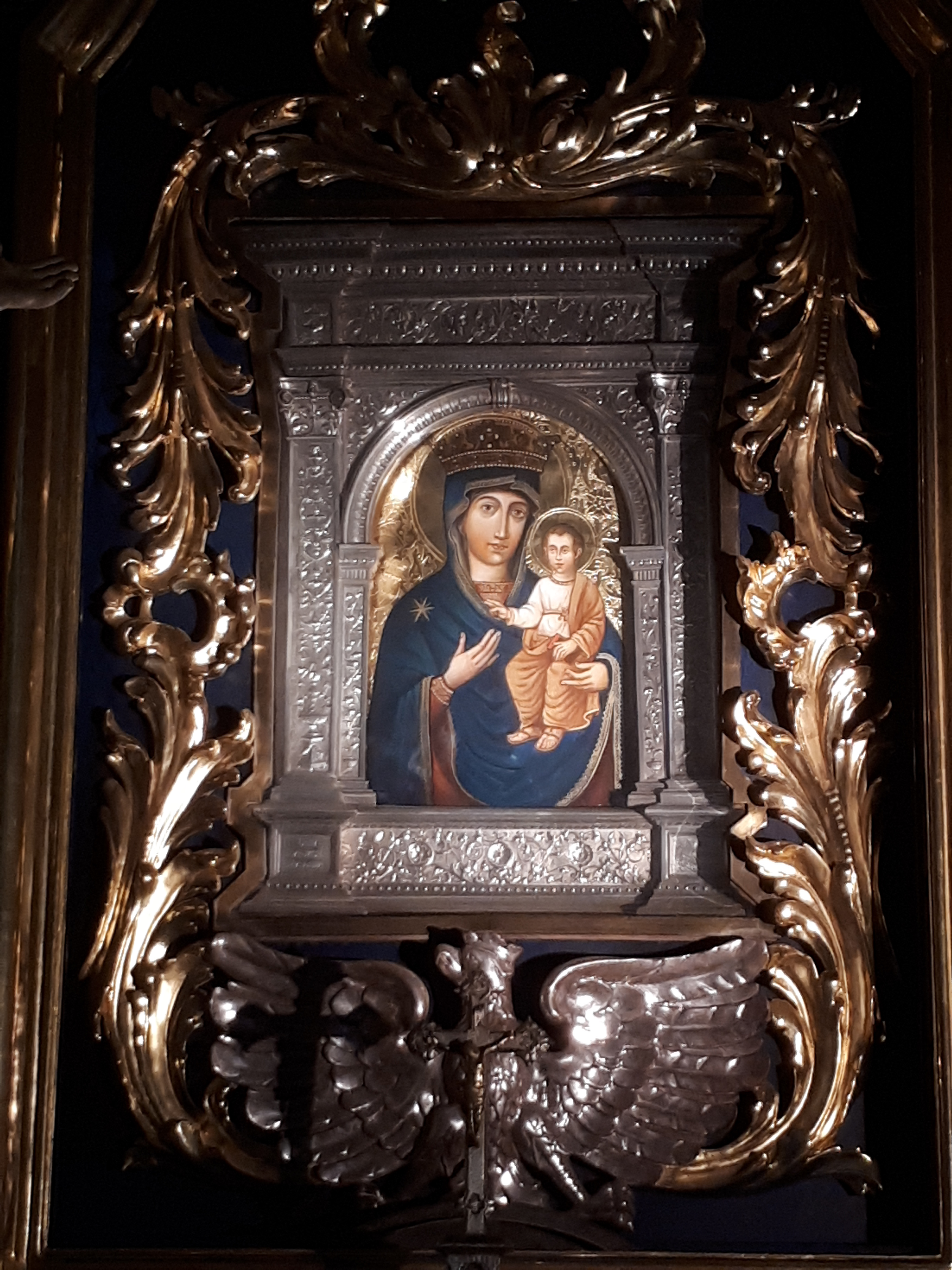
Образ Матері Божої Юровицької